# Wake (Linkin Park)
"Wake" is een nummer van de rockgroep Linkin Park. Het staat als eerste track op de band's derde studioalbum Minutes to Midnight uit 2007.

## Achtergrondinformatie
Wake is het openingsnummer van het album en ook meteen het kortste. Volgens het bijbehorende boekje begint het nummer met het geluid van een naald op een vinylplaat waarna heel zacht synthesizers te horen zijn. Voor het begin van het tweede minuut, zwakken de drums aan en zijn de ritmische gitaar, de leadgitaar (met gitaarpicking) en de basgitaar te horen, die verschillende melodieën spelen dat voor extra dynamiek zorgt.
Volgens de band was de dubbele betekening van het woordje "wake" (ontwaken) een juiste introductie voor het album.
Wake is na Cure for the Itch (van Hybrid Theory), Introduction, NTR\Mssion (van het album Reanimation), en Session (op het album Meteora) de vierde instrumentale track van de band. Daarnaast bestaat ook het nummer Announcement Service Public, maar deze is alleen aanwezig op de Linkin Park Underground 8.0, een de officiële fanclub-ep dat alleen beschikbaar is voor Linkin Park Underground.
Bij de optredens in de concerten vanaf 2008 werd het rustige gedeelte vervangen door een technobeat en extra ritmische gitaarspel, waarna het weer overgaat in de normale versie. Deze versie, getiteld Wake 2.0, staat op de live cd/dvd Road to Revolution: Live at Milton Keynes.
Emily Armstrong · Chester Bennington · Rob Bourdon · Colin Brittain · Brad Delson 
Dave Farrell · Joe Hahn · Scott Koziol · Mike Shinoda · Mark Wakefield